# Museum für Kommunikation Hamburg

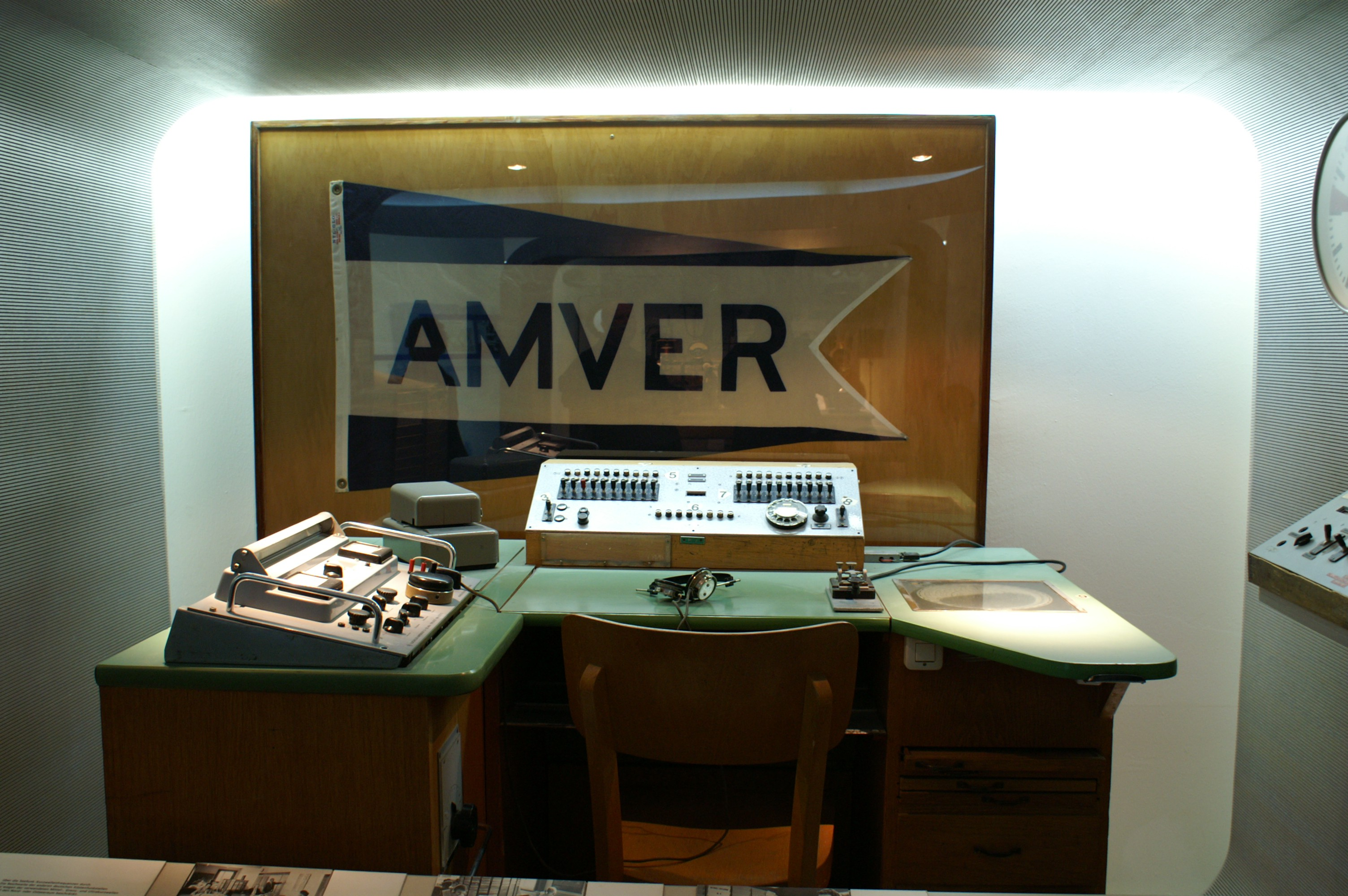
Küstenfunkstelle Norddeich Radio von 1957 im Museum. AMVER steht für das weltweite Schiffsmeldesystem der United States Coast Guard (Atlantic Merchant Vessel Emergency Reporting System).

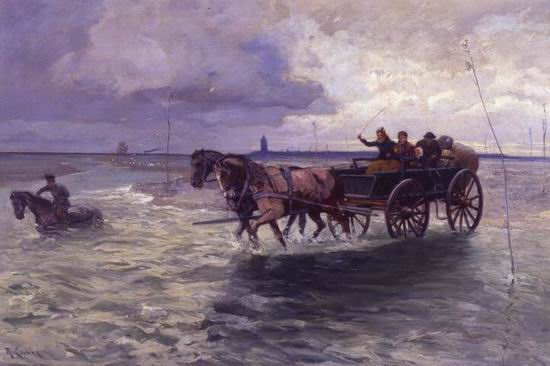
Die Wattenpost 1905 zwischen Duhnen und der Insel Neuwerk (Bild von Richard Eschke im Fundus der Museumsstiftung)

Das Museum für Kommunikation Hamburg (zwischen 1966 und 1995 „Postmuseum am Stephansplatz“) war ein Museum für Telekommunikation und Post in Hamburg, das am 19. Oktober 2009 für Besucher geschlossen und nachfolgend aufgelöst wurde.
Das Museum befand sich in der ehemaligen Oberpostdirektion am Stephansplatz (Eingang Gorch-Fock-Wall), der nach dem Generalpostmeister Heinrich von Stephan benannt ist. Das denkmalgeschützte Gebäude wurde als Oberpostdirektion, Post- und Telegraphendienstgebäude ab 1883 erbaut und ist in seiner repräsentativen Gestaltung auch Ausdruck der von Stephan neu geregelten Postverhältnisse.
Das Museum widmete sich ursprünglich hauptsächlich der Geschichte der Post, insbesondere der deutschen Postgeschichte sowie in Bezug auf Norddeutschland (→ Napoleonische Post in Norddeutschland und Norddeutscher Postbezirk) und  der Postgeschichte Hamburgs. Später stand die Kommunikationsgeschichte aus mehr als 4 Jahrhunderten, also die Darstellung der gesamten Entwicklung der Nachrichtenübermittlung in den Bereichen Post und Telekommunikation bis zur Gegenwart, im Mittelpunkt. Ausgehend von Hamburg als größtem deutschen Seehafen, bildeten die speziellen Anforderungen die Küste und Meer an die Nachrichtenübermittlung stellen, einen besonderen Schwerpunkt.
Das Museum gehörte zur Museumsstiftung Post und Telekommunikation (MSPT) und zeigte neben der Dauerausstellung auch Wechselausstellungen.

## Geschichte
Das Museum wurde 1937 anlässlich des 40. Todestages von Heinrich von Stephan eingerichtet und ging auf die „Postgeschichtliche Sammlung“ zurück. Diese war ursprünglich in gesonderten Räumen des Postamtes am Dovenhof ausgestellt. Während des Krieges wurde die Sammlung nach Ahrensburg ausgelagert, bis sie 1949 in das jetzige Gebäude zog. 1966 wurde der Fernmeldeteil neu geordnet und das Museum erhielt nun auch offiziell den Namen Postmuseum. Zum 50-jährigen Jubiläum 1987 wurde das Postmuseum, nach Zusammenlegung der bis 1984 im Museum für Hamburgische Geschichte untergebrachten fernmeldegeschichtlichen Sammlung, mit neuem Konzept eröffnet. Nachfolgend konnten zudem historische Seefunk-Geräte und -Arbeitsplätze für das Museum gesichert und so dessen maritimer Schwerpunkt ausgeweitet werden.
1995 wurde das Museum von der nun privatisierten und neu gegründeten Deutschen Post AG und der Deutschen Telekom AG abgetrennt, in Museum für Post und Kommunikation umbenannt (so bis 1999) und mit den Museen in Berlin, Frankfurt am Main und Nürnberg in die Museumsstiftung Post und Telekommunikation überführt. Das Gebäude der alten Oberpostdirektion wurde für 50 Millionen Mark an einen privaten Investor verkauft und die Museumsfläche angemietet. Zwischen 1995 und 1999 wurde die Dauerausstellung überarbeitet und die Flächen für Wechselausstellungen vergrößert, so dass insgesamt 1400 Quadratmeter zur Verfügung standen.
Die Besucherzahlen stiegen indes von 8.000 (1995) auf 50.000 Besucher im Jahr 2003 an und verzeichnete dadurch die höchste Steigerung aller Hamburger Museen. Unter den Besuchern befand sich auch ein hoher Anteil an Kindern, die 2006 beim ersten Kindermuseumstest das Haus neben dem Museum für Völkerkunde Hamburg zum beliebtesten Museum wählten.

## Exponate
Die Ausstellung war nach den Mitteilungswegen zu Land, unter und über Wasser sowie durch die Luft gegliedert. Schwerpunkt des Hamburger Museums waren die Wege der Kommunikation auf den Weltmeeren. Es zeigte die Geschichte der Kommunikation und ihre zunehmende Geschwindigkeit vom Hamburger Boten bis zum Satellitentelefon. Ein Wagen der Wattenpost, eine Bild-Ton-Kapsel der Raumsonde Voyager, eine Rohrpostanlage (Rohrpost in Hamburg), ein Teil des ersten Transatlantikkabels, ein 1582 aus Hamburg per Schiff verschickter Brief, Telegramme von der Titanic oder das Mobiltelefon Vertu Signature Gold aus 18-karätigem Gelbgold zählten zu den zahlreichen Exponaten.
An einer Reihe von Objekten konnten die Besuchern selbst mitmachen und Werkzeuge der Kommunikation mehrerer Epochen, wie das Schreiben mit dem Federkiel, die Nutzung von Fernschreibern oder moderne Internet-Arbeitsplätze selbst ausprobieren.
Das Museum veranstaltete zudem posthistorische Rundfahrten auf einer der letzten erhaltenen Postbarkassen, die zur Postbeförderung zu den Schiffen im Hamburger Hafen bis 1945 im Einsatz waren. Im Museum zeigte ein Diorama die Szene einer solchen Postübergabe auf ein Seeschiff.

## Schließung
Am 7. Juli 2009 wurde vom Kuratorium der Museumsstiftung MSPT die Aufgabe des Museums Mitte 2010 vorgesehen und die Schließung für das Publikum zum 18. Oktober 2009 beschlossen. Als Grund hierfür wurden die Absichten des Eigentümers der alten Oberpostdirektion genannt, dort ein Klinikum zu errichten. Laut Museumsstiftung sei die Fusion mit einem anderen Hamburger Museum nicht möglich, da für die Einrichtung des Museums an einem anderen Standort nicht genügend Geld zur Verfügung stehe. Das Gebäude der Oberpostdirektion hatte 2007 erneut den Besitzer gewechselt. Der ursprünglich bis 2023 geltenden Mietvertrag des Museums wurde seitens des Eigentümers nun gekündigt. Weniger die Besuchszahlen, die in den letzten Jahren gesteigert wurden, sondern Sparmaßnahmen bei der Deutschen Post und der Deutschen Telekom als Träger der Museumsstiftung gelten als Gründe für die Schließung.
Bereits seit der Postreform war die Schließung mehrmals im Gespräch, darunter auch ein Umzug auf das Museumsschiff Cap San Diego. 2004 wurde eine Kürzung des Etats von 1,4 auf 1,2 Millionen Euro und der Abbau einer Arbeitsstelle vorgenommen.
Die Exponate des Museums, darunter auch wertvolle Zeugnisse der Geschichte Hamburgs, wurden in den Depots der Stiftung eingelagert.